# 561년

## 연호
- 남진(南陳) 천가(天嘉) 2년
- 후량(後梁) 대정(大定) 7년
- 북제(北齊) 황건(皇建) 2년 / 태녕(太寧) 원년
- 북주(北周) 보정(保定) 원년
- 신라(新羅) 개국(開國) 11년

## 기년
- 남진(南陳) 문제(文帝) 2년
- 북제(北齊) 효소제(孝昭帝) 2년 / 무성제(武成帝) 원년
- 북주(北周) 무제(武帝) 원년
- 신라(新羅) 진흥왕(眞興王) 22년
- 고구려(高句麗) 평원왕(平原王) 3년
- 백제(百濟) 위덕왕(威德王) 8년

## 사건
- 아라가야 멸망
- 신라 진흥왕, 창녕비 세움

## 사망
- 3월 4일 - 교황 펠라지오 1세, 60대 로마 교황.